# Love Sarah – Liebe ist die wichtigste Zutat
Love Sarah – Liebe ist die wichtigste Zutat ist ein britisch-deutscher Spielfilm aus dem Jahr 2020 von Eliza Schroeder mit Celia Imrie, Candice Brown, Shannon Tarbet, Rupert Penry-Jones und Bill Paterson. Weltpremiere der Tragikomödie war am 29. Februar 2020 am Glasgow Film Festival, Deutschlandpremiere am 18. August 2020 in Frankfurt am Main. Der deutsche Kinostart war am 10. September 2020, der österreichische am darauffolgenden Tag.

## Handlung
Sarah ist eine bekannte Londoner Konditorin, die sich ihren Lebenstraum verwirklichen und zusammen mit ihrer besten Freundin Isabella eine eigene Spezialitätenbäckerei in Notting Hill eröffnen möchte. Eine Lokalität dafür hat sie bereits gefunden. Auf dem Weg zur Übergabe des Ladenschlüssels hat Sarah einen Fahrradunfall, an dessen Folgen sie verstirbt. Nach Sarahs Tod gerät ihre 19-jährige Tochter Clarissa, eine begeisterte Ballett-Tänzerin, in eine schwere Lebenskrise. Zusätzlich zu Clarissas Trauer um ihre Mutter beendet auch ihr Freund ihre Beziehung, sie steht damit ohne Wohnung auf der Straße. Clarissa beschließt daraufhin, den Lebenstraum ihrer Mutter in die Tat umzusetzen. Unterstützung erhält sie dabei von Sarahs bester Freundin Isabella sowie von ihrer Großmutter Mimi.
Geeint durch die Trauer um Sarah starten die drei Frauen ihr Unternehmen, das sie Love Sarah nennen. Ein Konditor findet sich in Sarahs Jugendliebe Matthew. Allerdings müssen sie es schaffen, sich durch die im Umkreis befindliche Konkurrenz durchzusetzen. Nach anfänglichen Misserfolgen bieten sie in der multikulturell ausgeprägten Gegend um die Golborne Road neben britischen Küchlein auch internationale Köstlichkeiten an, für jede ethnische Bevölkerungsgruppe ihre Lieblingsbackwerke aus der Heimat. Gemeinsam schaffen es die Protagonistinnen in der Bäckerei einen neuen Lebenssinn zu finden.

## Synchronisation
Die deutsche Synchronisation übernahm die EuroSync GmbH, Berlin. Dialogregie führte Lutz Riedel, welcher auch für das Dialogbuch verantwortlich war.
| Rolle            | Darsteller         | Synchronsprecher |
| ---------------- | ------------------ | ---------------- |
| Isabella         | Shelley Conn       | Anna Carlsson    |
| Mimi             | Celia Imrie        | Isabella Grothe  |
| Clarissa Kurachi | Shannon Tarbet     | Jodie Blank      |
| Matthew          | Rupert Penry-Jones | Manou Lubowski   |
| Felix            | Bill Paterson      | Bodo Wolf        |
| Olga             | Lucy Fleming       | Sonja Deutsch    |
| Yuuna            | Yuho Yamashita     | Rubina Nath      |
| Ballett-Lehrerin | Rose Alice         | Aline Staskowiak |
| Arzt             | Joe McNally        | Frank Kirschgens |

## Produktion und Hintergrund
Die Dreharbeiten fanden in London im Stadtteil Notting Hill statt. Produziert wurde der Film von der Londoner Miraj Films Ltd.  (Rajita Shah) in Koproduktion mit Rainstar Productions  und der deutschen Neopol Film Kellner & Zapf GbR (Produzenten Tonio Kellner und Jakob Zapf).
Unterstützt wurde die Produktion vom HessenFilm und Medien. Für das Kostümbild zeichnete Jeffrey Michael verantwortlich, für das Szenenbild Anna Papa, für den Ton Oliver Achatz und für das Casting Shakyra Dowling.
Die Titelrolle wurde mit Candice Brown, der Gewinnerin der siebten Staffel der britischen Reality-TV-Serie The Great British Bake Off, besetzt. Die in Notting Hill lebende Regisseurin Eliza Schroeder wurde in Deutschland geboren, wo sie auch aufwuchs. Für das Food Design zeichnete Yotam Ottolenghi verantwortlich.

## Rezeption
Carolin Echterbeck bezeichnete den Film in der Süddeutschen Zeitung als Zuckrige Romanze und leichtes Wohlfühlkino, das Appetit auf Süßes macht. Schroeder gelänge es, die Zuschauer in die zuckrige Konditor-Welt zu ziehen. Die Besucher würde die Vorstellung heiter und mit einem großen Appetit auf Süßes verlassen. Der Film habe zwar wenig Überraschendes zu bieten, sei aber ein Augenschmaus.
Die Deutsche Film- und Medienbewertung (FBW) vergab das Prädikat „besonders wertvoll“ und meinte, dass der berührende Film mit seiner routinierten Inszenierung und seinem überzeugenden Ensemble punkte und mit warmherzigem Charme eine bewegende Geschichte rund um Trauer, Neuanfang, Familie und die Erfüllung von Lebensträumen erzähle. In all seinen Gewerken sei der Film ein romantisch-inspirierender Film, der mit sanften und leisen Tönen die Klaviatur der großen Gefühle aufs Beste bediene. Eine gute Kameraführung und die sehr schöne Farb- und Lichtgestaltung gehörten zu den weiteren positiven Merkmalen dieses Films, ebenso wie die musikalische Untermalung.
Karin Jirsak schrieb auf Filmstarts.de, dass der Film ziemlich einfach gestrickt sei. Die zentrale Lovestory versprühe entschieden zu wenig Romantik und Charme und sei zudem völlig frei von Überraschungen und besonderen Momenten. Auch über Sarah würden wir nicht viel Interessantes erfahren. Da es in dem Film auch um die Bewältigung von Trauer geht, hätte man gerne etwas mehr über Sarahs Verhältnis zu den Protagonistinnen erfahren, wofür sich etwa kurze Rückblenden angeboten hätten. So würde das Trauerthema nur angedeutet, ernsthafte Konflikte oder Schwierigkeiten gäbe es auf dem Weg zum unvermeidlichen Happy End kaum. Wirklich spannend sei das alles nicht, mache aber gute Laune. Jirsak kam zu dem Fazit, dass der Film ganz herzig und appetitlich anzusehen sei, am Ende bliebe von dem konfliktarmen Wohlfühlfilm mit hübschem Notting-Hill-Flair aber auch nicht mehr hängen als von einem luftigen Baiser-Törtchen.
Elli Leeb bezeichnete Love Sarah auf filmpluskritik.com als harmonischen Unterhaltungsfilm, der wunderschöne London-Aufnahmen mitsamt appetitlichen Süßigkeiten präsentiere. Dennoch bliebe von dem konfliktarmen Feel-Good-Movie am Ende nicht viel in Erinnerung.
Andreas Köhnemann beschrieb den Film auf kino-zeit.de als solides, wenn auch nicht allzu innovativ erzähltes Werk, das durch seine gekonnte visuelle Umsetzung und sein einnehmendes Ensemble gute Unterhaltung böte.
Sarah Kohlberger meinte im Weser Kurier, dass man bei diesem Titel an typische Rosamunde-Pilcher-Kost denke, an ein Romantik-Drama mit viel Herzschmerz, tragischen Familienereignissen, Querelen zwischen Mann und Frau und (möglicherweise) einem Happy End. Tatsächlich verspreche der Film auch genau das. Allerdings versprühe er auch einen ganz besonderen Charme, der trotz aller Schwere ein rundum gutes Gefühl verleihe. Schroeder schaffe es, eine wohltuende Auszeit aus dem Alltag zu kreieren.
Philipp Holstein schrieb auf RP Online, dass der Film wie Chocolat – Ein kleiner Biss genügt mit Juliette Binoche oder Bella Martha mit Martina Gedeck dem speziellen Genre angehöre, das man „kulinarisches Kino“ nennen könnte. Eliza Schroeder umschiffe die Kitschgefahr meistens ziemlich geschickt. Manchmal nimmt sie sie indes in Kauf, dann aber ganz bewusst.

## Auszeichnungen und Nominierungen
- 2020: Deutsche Film- und Medienbewertung (FBW) – Prädikat „besonders wertvoll“[2]